# Provinz Huelva
Die Provinz Huelva (spanisch Provincia de Huelva) ist eine der acht Provinzen der autonomen Region Andalusien in Südspanien. Die Hauptstadt ist Huelva.
Sie liegt ganz im Westen Andalusiens und grenzt an die Provinzen Cádiz und Sevilla sowie an Badajoz (autonome Region Extremadura), an Portugal und den Atlantischen Ozean.
Die Fläche der Provinz erstreckt sich über 10.127,99 km², die Einwohnerzahl beläuft sich auf 533.448 Einwohnern (Stand: 2024), von denen etwa 30 % in der Hauptstadt leben. Im Norden erhebt sich die Sierra de Huelva, mit dem Naturpark Sierra de Aracena.
Huelva teilt sich mit der Provinz Sevilla den Nationalpark Coto de Doñana, eines der größten Naturreservate Europas.

## Comarcas

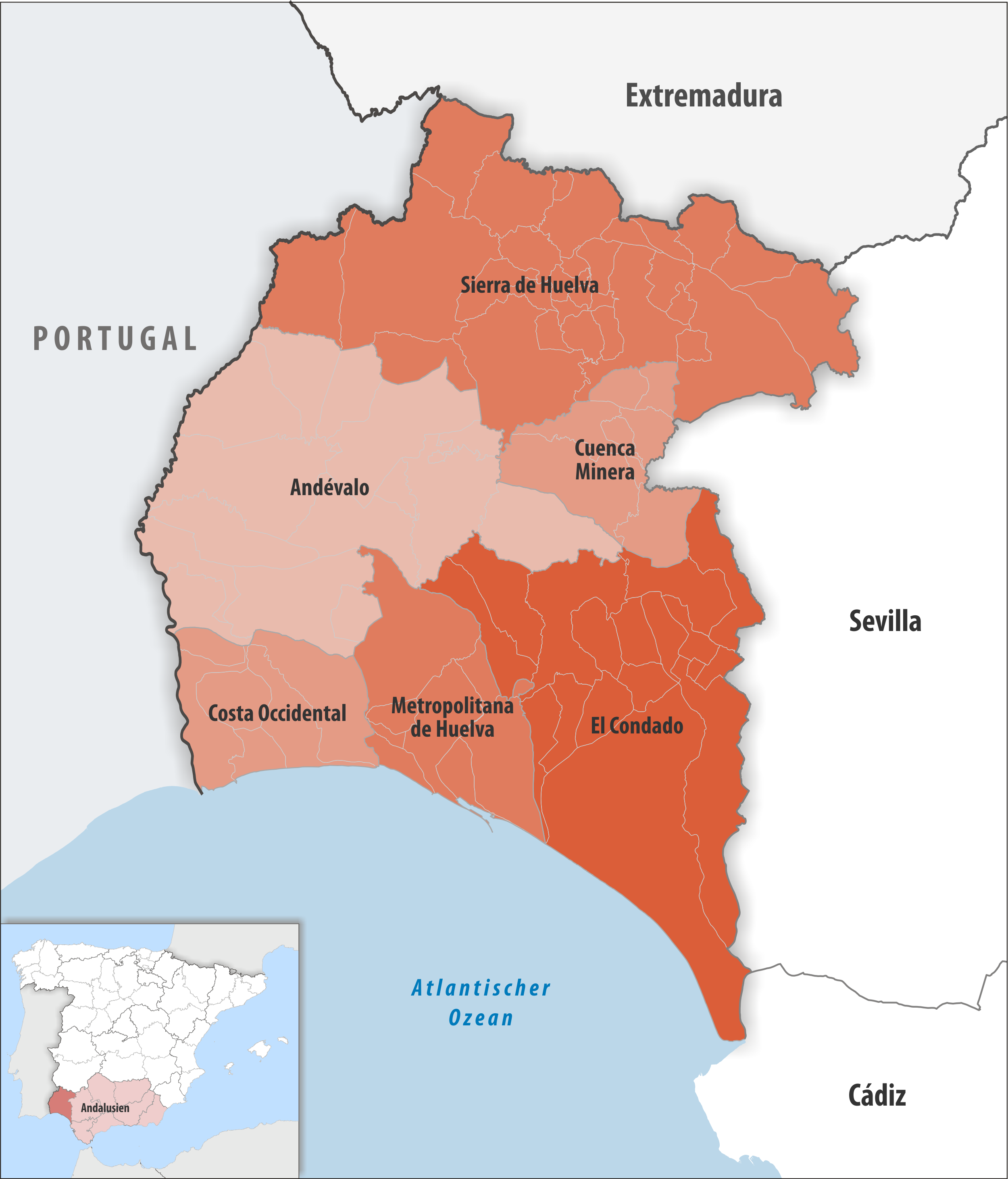
Comarcas in der Provinz Huelva

Wie alle Provinzen Andalusiens wurde die Provinz Huelva mit Wirkung vom 28. März 2003 in Comarcas eingeteilt.
| Comarca                 | Gemeinden | Einwohner (2024) | Fläche km² | Dichte Einw./km² | Hauptort            |
| ----------------------- | --------- | ---------------- | ---------- | ---------------- | ------------------- |
| Andévalo                | 15        | 37.996           | 2.503,03   | 15               | Valverde del Camino |
| El Condado              | 16        | 103.895          | 2.449,90   | 42               | Almonte             |
| Costa Occidental        | 6         | 97.535           | 690,81     | 141              | Lepe                |
| Metropolitana de Huelva | 7         | 241.085          | 850,29     | 284              | Huelva              |
| Cuenca Minera           | 7         | 15.019           | 626,21     | 24               | Minas de Riotinto   |
| Sierra de Huelva        | 29        | 37.918           | 3.007,75   | 13               | Aracena             |
| Provinz Huelva          | 80        | 533.448          | 10.127,99  | 53               | Huelva              |

## Gerichtsbezirke

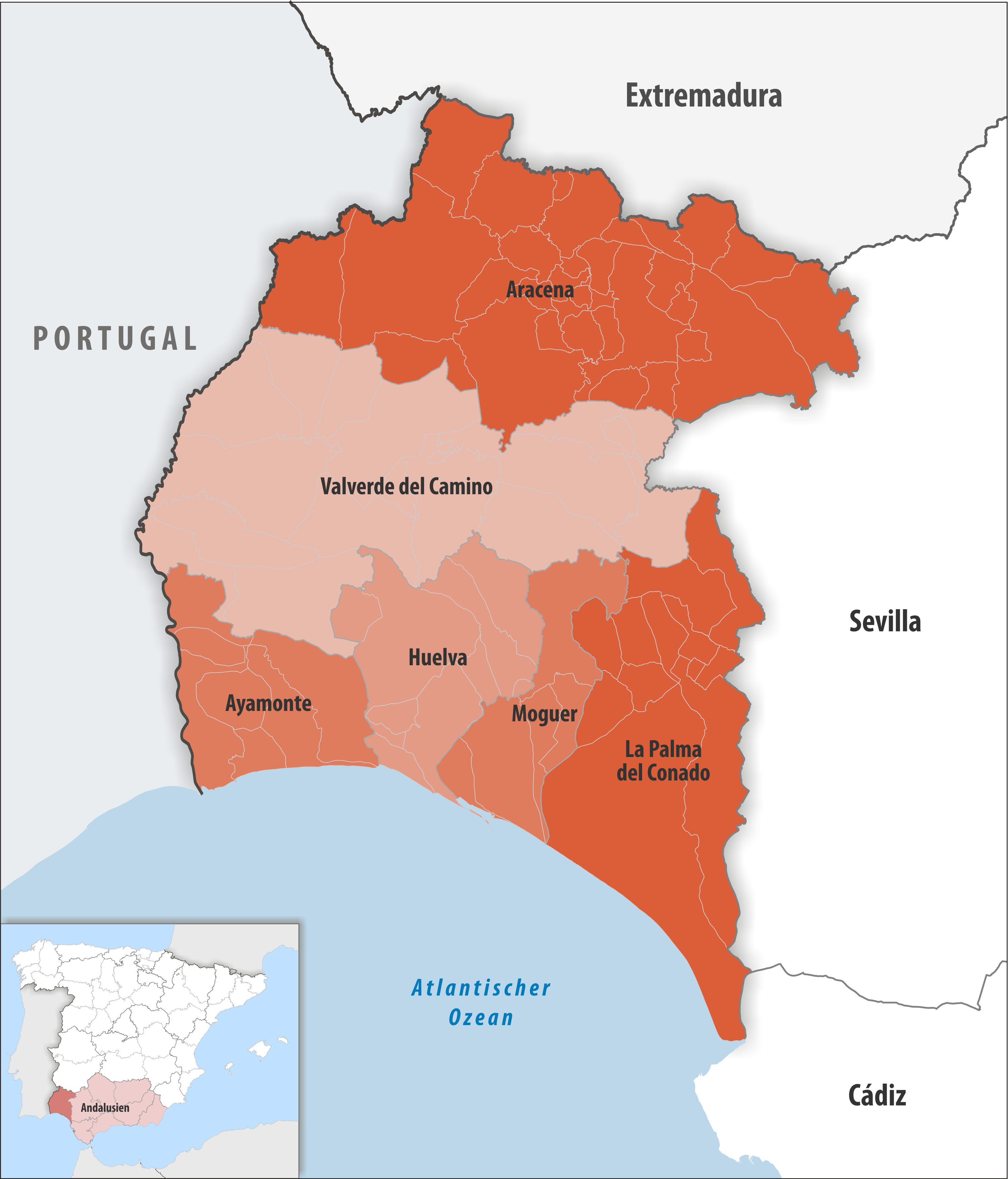
Gerichtsbezirke in der Provinz Huelva

| Gerichtsbezirk       | Gemeinden | Einwohner (2024) | Fläche km² | Dichte Einw./km² | Hauptquartier        |
| -------------------- | --------- | ---------------- | ---------- | ---------------- | -------------------- |
| Aracena              | 31        | 38.886           | 3.099,43   | 13               | Aracena              |
| Ayamonte             | 7         | 97.951           | 787,37     | 124              | Ayamonte             |
| Huelva               | 8         | 221.391          | 917,09     | 241              | Huelva               |
| Moguer               | 5         | 50.039           | 610,82     | 82               | Moguer               |
| La Palma del Condado | 11        | 77.586           | 1.828,90   | 42               | La Palma del Condado |
| Valverde del Camino  | 18        | 47.595           | 2.884,38   | 17               | Valverde del Camino  |
| Provinz Huelva       | 80        | 533.448          | 10.127,99  | 53               | Huelva               |

## Größte Orte
Die folgenden 14 Städte hatten  im Jahre 2024 mehr als 10.000 Einwohner.
| Gemeinde                  | Einwohner |
| ------------------------- | --------- |
| Huelva                    | 143.290   |
| Lepe                      | 29.241    |
| Almonte                   | 24.863    |
| Moguer                    | 23.551    |
| Aljaraque                 | 22.489    |
| Isla Cristina             | 21.641    |
| Ayamonte                  | 21.622    |
| Cartaya                   | 21.408    |
| Punta Umbría              | 16.137    |
| Bollullos Par del Condado | 14.359    |
| Gibraleón                 | 13.144    |
| Palos de la Frontera      | 12.663    |
| Valverde del Camino       | 12.611    |
| La Palma del Condado      | 10.709    |

Kleinste Gemeinde ist Cumbres de Enmedio mit 61 Einwohnern.